# Phyllophaga parvisetis
Phyllophaga parvisetis är en skalbaggsart som beskrevs av Bates 1888. Phyllophaga parvisetis ingår i släktet Phyllophaga och familjen Melolonthidae. Inga underarter finns listade i Catalogue of Life.